# Bealanana
Bealanana är en ort i Madagaskar.   Den ligger i regionen Sofia, i den norra delen av landet, 500 km norr om huvudstaden Antananarivo. Bealanana ligger 1 097 meter över havet och antalet invånare är 16 948.
Terrängen runt Bealanana är kuperad österut, men västerut är den platt. Runt Bealanana är det ganska glesbefolkat, med 27 invånare per kvadratkilometer. Det finns inga andra samhällen i närheten. I omgivningarna runt Bealanana växer huvudsakligen savannskog.